# Pro TV
Pro TV ist ein rumänischer Privatfernsehsender. Er nahm am 1. Dezember 1995 den Sendebetrieb auf und gehört der Central European Media Enterprises.
Die Medienholding betreibt in Rumänien auch die Sender Acasă, Pro TV Internațional, Pro Cinema, Acasă Gold und Pro Arena. Unter dem Namen Pro TV Chișinău wird in der Republik Moldau ein Programmfenster betrieben, zu dem auch ein eigenes Werbefenster gehört.
Das Programm besteht aus Serien, Spielfilmen, Sportübertragungen und verschiedenen Eigenproduktionen, etwa Românii au talent, die rumänische Version des Castingshow-Formats Got Talent.
2017 war Pro TV mit im Schnitt 730.000 Zuschauern täglich Marktführer in Rumänien vor Antena 1.